# Le Conservateur
 (mars 2012).
Pour les articles homonymes, voir Le Conservateur (homonymie) et Conservateur.
Le Conservateur est un journal politique fondé en 1818. 
Pour échapper à la censure, qui s'établissait sur les feuilles quotidiennes, Le Conservateur a été publié à fréquence semi-périodique. Il exprimait le point de vue du parti ultra royaliste, mis en minorité à la suite de la dissolution de la chambre introuvable en 1816. Les rédacteurs du Conservateur, qui comptaient parmi leurs rangs, entre autres, Chateaubriand, Marie-Barthélemy de Castelbajac, le comte O'Mahony,  le vicomte de Bonald,  l'abbé de Lamennais, Villèle, Charles-Marie d'Irumberry de Salaberry, et Joseph Fiévée, dénonçaient principalement la politique du gouvernement d'Armand Emmanuel du Plessis de Richelieu puis celle d'Élie Decazes, accusés de défendre des intérêts révolutionnaires mettant en péril la Charte de 1814. Soixante-dix-huit livraisons ont été produites, réparties en six volumes. Le Conservateur a connu un succès certain : il fut tiré à trois mille exemplaires lors des premières livraisons, puis il oscilla entre sept mille et huit mille cinq cents à partir de novembre 1818, avant de se stabiliser autour de six mille après le 22 octobre 1822 [réf. nécessaire]. Dans ses Mémoires d'Outre-tombe, Chateaubriand estime que la « révolution opérée par ce journal fut inouïe : en France, il changea la majorité dans les Chambres ; à l'étranger il transforma l'esprit des cabinets ».
Le Conservateur a cessé de paraître en 1820, afin de protester contre le projet de loi sur le rétablissement de la censure.